# 法律咨询
法律咨詢是指個人或團體以及組織在遇到與法律有關的問題時向律師求助和咨詢，律師以口頭或書面形式做出解答，解答內容包括分析狀況、說明闡述、提出建議以及提供法律問題解決方案等。尋找法律諮詢的管道並不限於律師本身，在「政府機構」、「民間團體」、「律師事務所」都有提供法律諮詢。因應科技進步，提供「免費法律諮詢」的管道也非常多，如法律扶助基金會、婦女新知基金會等，但時間通常有限，解答內容較為簡略。一般而言，免費法律諮詢所能得到的答案較為簡略，因此若對於自身影響較重大的案件，仍會建議委請適合的律師來諮詢。